# 리샤르트 론체프스키
리샤르트 론체프스키(폴란드어: Ryszard Ronczewski, 1930년 6월 27일~2020년 10월 17일)는 폴란드의 배우, 무대 연출가, 영화 감독이다.
2020년 10월 17일 코로나19로 사망하였다.

## 작품 목록

### 영화
- 베를린 장벽 (영화) (2013년)
- 애프터매스(영어판) (2012년)
- 카디쉬 포 어 프렌드 (2012년)
- 포라 모르쿠 (2008년)
- 투어리스츠 (2007년)
- 엣지 오브 더 로드 (2001년)
- 와일드 리벤저 (1994년)
- 달을 훔친 두 사람 (1962년)